# 聽說你們要結婚！？
《聽說你們要結婚！？》是日本漫畫家若木民喜創作的青年漫畫，副標題是「365 Days To The Wedding」。在《Big Comic Spirits》2020年16號至2023年28号连载。2022年7月11日，宣佈將改編為真人劇集。改編電視劇由2022年10月7日起於Amazon Prime Video播出。

## 登場角色

### 主要角色
大原拓也（聲：熊谷健太郎／篠原侑（童年））
JTC旅行社錦糸町分店企劃部職員。為了避免調職到西伯利亞（電視動畫版變更為阿拉斯加），而與莉香進行假結婚計劃。在動畫第12集最後與本城寺莉香正式成為夫婦。
本城寺莉香（聲：早見沙織）
JTC旅行社錦糸町分店企劃部職員。比拓也早一年進公司的前輩。在動畫第12集最後與大原拓也正式成為夫婦。

### 大原家
大原耕一（聲：玄田哲章）
拓也的父親。聽說兒子拓也要結婚的消息之後，遠從老家阿蘇市趕來。
大原泉（聲：篠原侑）
拓也的母親。
大原春子（聲：松田利冴）
拓也的兩名姊姊之一。
大原育子（聲：杉本優）
拓也的兩名姊姊之一。

### 本城寺家
本城寺律（聲：伊藤靜）
莉香的母親。

### 其他角色
黑川麻子（聲：小清水亞美）
JTC旅行社錦糸町分店店長。
進士獎（聲：利根健太朗）
JTC旅行社錦糸町分店副店長。
小宮夏海（聲：阿澄佳奈）
JTC旅行社錦糸町分店職員。拓也的後輩。
伊槻佳祐（聲：石谷春貴）
JTC旅行社錦糸町分店職員。拓也的後輩。
權田廣見（聲：落合福嗣）
JTC旅行社錦糸町分店職員。渴望結婚，手機裡共有七個交友軟體。
喬治先生（聲：中田讓治）
JTC旅行社。
克勞迪亞（聲：東山奈央）
JTC旅行社的目標客戶李希特布魯克王國的王女。希望能低調的來東京旅遊，並請拓也擔當導覽。
海山奈緒（聲：菲魯茲·藍）
拓也的兒時玩伴。現在擔任玻璃藝術工，性格明快，從出生開始與住在隔壁的拓也關係融洽。
千森醫生（聲：本多真梨子）
經營千森動物診所的獸醫。
進士英夫（聲：伊濑茉莉也）
進士獎的兒子。
星師匠（聲：齊藤貴美子）
海山奈緒的師傅。
江間薰（聲：竹達彩奈）
是一位單親媽媽。
一花（聲：長久友紀）
江間薰的朋友。

## 出版書籍
| 卷數 | 小學館         | 小學館                 | 尖端出版       | 尖端出版               |
| 卷數 | 發售日期       | ISBN                   | 發售日期       | ISBN                   |
| ---- | -------------- | ---------------------- | -------------- | ---------------------- |
| 1    | 2020年8月7日   | ISBN 978-4-09-860648-1 | 2022年5月19日  | ISBN 978-626-31-6826-8 |
| 2    | 2020年11月12日 | ISBN 978-4-09-860759-4 | 2022年6月16日  | ISBN 978-626-31-6918-0 |
| 3    | 2021年3月12日  | ISBN 978-4-09-860880-5 | 2024年1月10日  | ISBN 978-626-37-7591-6 |
| 4    | 2021年7月12日  | ISBN 978-4-09-861072-3 | 2024年4月18日  | ISBN 978-626-37-7749-1 |
| 5    | 2021年11月12日 | ISBN 978-4-09-861180-5 | 2024年6月18日  | ISBN 978-626-37-7937-2 |
| 6    | 2022年3月11日  | ISBN 978-4-09-861258-1 | 2024年10月17日 | ISBN 978-626-40-3238-4 |
| 7    | 2022年7月12日  | ISBN 978-4-09-861328-1 | 2024年12月5日  | ISBN 978-626-40-3263-6 |
| 8    | 2022年10月12日 | ISBN 978-4-09-861427-1 | 2024年12月30日 | ISBN 978-626-40-3334-3 |
| 9    | 2023年1月12日  | ISBN 978-4-09-861567-4 | 2025年1月15日  | ISBN 978-626-40-3430-2 |
| 10   | 2023年4月12日  | ISBN 978-4-09-861687-9 | 2025年4月22日  | ISBN 978-626-40-3716-7 |
| 11   | 2023年7月12日  | ISBN 978-4-09-861737-1 | 2025年7月17日  | ISBN 978-626-40-3948-2 |

## 電視劇
改編電視劇由2022年10月7日起於Amazon Prime Video播出，由葵若菜和佐藤寬太雙主演。

### 登場人物
- 本城寺莉香：葵若菜[27]
- 大原拓也：佐藤寬太[27]
- 海山奈央：松村沙友理[27]
- 大澤亮二：內藤秀一郎[27]
- 黑川麻子：山口紗彌加[27]
- 喬治：生瀨勝久[27]
- 權田廣見：高井佳佑（GIRLY RECORD）[27]
- 伊槻佳祐：織部典成[27]
- 小宮夏美：三原羽衣[27]
- 進士獎：森田甘路[27]
- 辻瑪莉：橫山由依[27]
- 江間薰：德永繪里[27]
- 本城寺律：真飛聖[27]
- 大原耕一：杉本哲太[27]

### 製作團隊
- 原作：若木民喜《聽說你們要結婚！？》
- 製作、劇本：鹿目慶子、高石明彥
- 音樂：吉俁良
- 導演：宮脇亮、北川瞳
- 製作人：高石明彥、英田理志
- 製作：The icon

## 電視動畫
改編電視動畫於2024年10月到12月播出。

### 製作人員
- 原作：若木民喜
- 導演：博史池畠
- 劇本統籌：兵頭一步
- 人物設定：丸山修二
- 副人物設定：西田美彌子
- 色彩設計：山上愛子
- 美術監督：鐘權濱
- 美術設定：瀧澤麻菜美
- 攝影監督：橫井惟織
- 編輯：三嶋章紀
- 音樂：成田旬、瀨尾祐介
- 音樂製作：波麗佳音
- 音響監督：納谷僚介
- 音響製作：STUDIO MAUSU（日语：STUDIO MAUSU）
- 動畫製作：葦Production[3]
- 製作：動畫「聽說你們要結婚」製作委員會

### 主題曲
片頭曲
演唱：HoneyWorks feat.Hakoniwalily，作詞：HoneyWorks，作曲、編曲：HoneyWorks、MARUMOCHI
片尾曲
演唱：Gohobi，作詞：スージー、405，作曲：スージー
插入曲
演唱：本城寺莉香（早見沙織），作詞：山岸惠，作曲、編曲：成田旬

### 各話列表
| 話數 | 標題                        | 劇本     | 分鏡     | 演出              | 作畫監督 | 總作畫監督             | 首播日期       |
| ---- | --------------------------- | -------- | -------- | ----------------- | --- | ---------------------- | -------------- |
| #01  | 你願意跟我結婚嗎            | 兵頭一步 | 博史池畠 | 山內東生雄        | 松井雲丹 米田雄哉 大塚多惠子 嘉木 官林小絕 | 丸山修二 西田美彌子    | 2024年 10月3日 |
| #02  | 結婚是什麼呢                | 山下憲一 | 大宅光子 | 陳曉燦            | 藤彩七 江島 熊井野乃 遠藤里蘭 矢田起也 上赤由香里 清水椋大 谷口繫則 竹內寬 田倉佳乃 秦相子 高橋茉奈 紫燈珈 懸田扇子 氣田汐理 大川真世 等等力美穗 小林 RadPlus                                       | 西田美彌子             | 10月10日       |
| #03  | 可以一起共度危機嗎          | 佐藤裕   | 博史池畠 | 真野玲            | 松井雲丹 無錫楓衡文化傳媒有限公司 鄭州點線一幀傳媒 | 丸山修二               | 10月17日       |
| #04  | 可以一起共度人生嗎          | 山下憲一 | 西田正義 | 薮內悠            | 櫻井木之實 Chen Liang Li Liangpeng Liao Xue Yu 朱央 | 西田美彌子             | 10月24日       |
| #05  | 要不要一起旅行呢            | 兵頭一步 |          | 前園文夫          | 楊磊 楊彬 張煜軒 丁元舒 王嘉健 | 丸山修二 丁元舒 王嘉健 | 10月31日       |
| #06  | 兩個人在一起就是幸福嗎      | 佐藤裕   | 大宅光子 | 真野玲 小松亮太   | 藤彩七 遠藤里蘭 熊井野乃 江島 秦相子 清水椋大 齋花 竹內寬 祥果 小林 懸田扇子 門松杜和 氣田汐理 田倉佳乃 等等力美穗 高橋茉奈 北村美岬 鈴木莉乃 大川真世 西原千晶 谷口繁則 上赤由香里 紫燈珈 矢田起也 | 西田美彌子             | 11月7日        |
| #07  | 我可以去你的房間嗎          | 山下憲一 | 誌村宏明 | 廣島秀樹          | 有賀建真 粟井重紀 飯飼一幸 山﨑展義 朴乾河 無錫楓衡文化傳媒有限公司 鄭州點線一幀文化傳媒有限公司 | 丸山修二 西田美彌子    | 11月14日       |
| #08  | 愛的告白是真的嗎            | 佐藤裕   | 西田正義 | 渡邊正彥          | 松井雲丹 有賀建真 官林小絕 櫻井拓郎 西島圭祐 朱央 戈雅馨 胡玲玲 Big Owl | 丸山修二 西田美彌子    | 11月21日       |
| #09  | 莉香 妳過得還好嗎           | 兵頭一步 | 高田淳   | 高田淳 西島圭祐   | 無錫楓衡文化傳媒 | -                      | 11月28日       |
| #10  | 真的可以去約會嗎            | 山本憲一 | 西田正義 |                   | 晴 時雨 | 丸山修二 西田美弥子    | 12月5日        |
| #11  | 住在同一個屋簷下 是認真的嗎 | 佐藤裕   | 大宅光子 | 真野玲            | 野口和夫 有賀健真 松井雲丹 | 丸山修二               | 12月12日       |
| #12  | 聽說你們要結婚              | 兵頭一步 | 博史池畠 | 前園文夫 內堀雅人 | 松井雲丹 有賀建真 朱央 陳凱 丘 淨漢 櫻花 毛縞斑 張曦萦 | 丸山修二               | 12月19日       |

### 播放電視台
| 播放日期                | 播放時間（UTC+9）        | 播放電視台 | 播放地區 | 備註                             |
| ----------------------- | ------------------------ | ---------- | -------- | -------------------------------- |
| 2024年10月3日—12月19日  | 星期四 23:30—星期五 0:00 | TOKYO MX   | 東京都   |                                  |
|                         |                          | BS11       | 日本全域 | 製作參加／BS放送／《ANIME+》時段 |
| 2024年10月15日—12月31日 | 星期二 22:30—23:00       | AT-X       | 日本全域 | CS放送／字幕放送／有重播         |

### BD / DVD
| 卷數 | 發售日期      | 收錄話數     | 規格編號       | 規格編號       |
| 卷數 | 發售日期      | 收錄話數     | BD             | DVD            |
| ---- | ------------- | ------------ | -------------- | -------------- |
| 上   | 2025年1月29日 | 第1話—第6話  | PCXP-000051087 | PCBP-000054651 |
| 下   | 2025年2月26日 | 第7話—第12話 | PCXP-000051088 | PCBP-000054652 |

## 外部連結
- 漫畫官方網站 （日語）
- 電視劇官方網站 - Amazon Prime Video （日語）
- 電視動畫官方網站